# Mali Sikavac
Koordinati:   44°17′57″N, 15°14′01″E
Mali Sikavac je majhen nenaseljen otoček v Jadranskem morju,
Hrvaška.
Mali Sikavac, na katerem stoji svetilnik, leži jugovzhodno od otočka Veliki Sikavac, od katerega je oddaljen okoli 0,3 km. Njegova površina meri 0,136 km². Dolžina obalnega pasu je 1,76 km. Najvišji vrh je visok 13 mnm.
Iz pomorske karte je razvidno, da svetilnik, ki stoji na jugovzhodni strani otoča, oddaja svetlobni signal: R Bl 3s. Nazivni domet svetilnika je 3 milje.